# Мертенс (Техас)
Мертенс (англ. Mertens) — місто (англ. town) в США, в окрузі Гілл штату Техас. Населення — 144 особи (2020).

## Географія
Мертенс розташований за координатами 32°3′32″ пн. ш. 96°53′39″ зх. д. / 32.05889° пн. ш. 96.89417° зх. д. (32.059022, -96.894167).  За даними Бюро перепису населення США в 2010 році місто мало площу 1,13 км², з яких 1,13 км² — суходіл та 0,00 км² — водойми.

## Демографія
Згідно з переписом 2010 року, у місті мешкало 125 осіб у 54 домогосподарствах у складі 35 родин. Густота населення становила 111 осіб/км².  Було 64 помешкання (57/км²).
Расовий склад населення:
| - 82,4 % — білих - 13,6 % — осіб інших рас |

До двох чи більше рас належало 4,0 %. Частка іспаномовних становила 30,4 % від усіх жителів.
За віковим діапазоном населення розподілялося таким чином: 20,0 % — особи молодші 18 років, 52,0 % — особи у віці 18—64 років, 28,0 % — особи у віці 65 років та старші. Медіана віку мешканця становила 47,8 року. На 100 осіб жіночої статі у місті припадало 92,3 чоловіків;  на 100 жінок у віці від 18 років та старших — 96,1 чоловіків також старших 18 років.
Середній дохід на одне домашнє господарство  становив 41 981 долар США (медіана — 30 750), а середній дохід на одну сім'ю — 43 040 доларів (медіана — 30 500). Медіана доходів становила 58 750 доларів для чоловіків та 21 250 доларів для жінок. За межею бідності перебувало 26,4 % осіб, у тому числі 66,7 % дітей у віці до 18 років та 4,8 % осіб у віці 65 років та старших.
Цивільне працевлаштоване населення становило 46 осіб. Основні галузі зайнятості: роздрібна торгівля — 32,6 %, транспорт — 17,4 %, будівництво — 13,0 %, мистецтво, розваги та відпочинок — 10,9 %.